# Hugo Hansén
Claes Hugo Hansén, född den 26 december 1972 i Burgsvik, är en svensk regissör.

## Biografi
Hansén är uppväxt i Burgsvik på södra Gotland. Efter gymnasiet på Säveskolan och arbete på bank i Tyskland studerade han bland annat till ekonom i Uppsala. Han var engagerad i studentlivet, bland annat med spex på Gotlands nation. Under sina doktorandstudier i organisationsteori satte han upp Fröken Julie, som hade premiär i januari 2000 och fick goda recensioner i Upsala Nya Tidning. Han varvade därefter doktorandstudierna med regisserande, innan han lämnade dessa och 2003 blev han antagen på Dramatiska institutet och studerade teaterregi.
Under studierna praktiserade han på Stockholms stadsteater och han blev erbjuden en tjänst av Benny Fredriksson där. Han gjorde sin professionella regidebut 2007 med Peter Weiss Nya processen, en pjäs inspirerad av Franz Kafka. Därefter var han anställd som regissör vid Stockholms stadsteater till 2016 då han blev frilans.
Petra von Kants bittra tårar blev utvald till teaterbiennalen 2009. Samma år erhöll han även Sigvard och Marianne Bernadottes kulturstipendium.
Han är medlem i Mensa, en förening för människor med högt IQ.

## Teater

### Regi (ej komplett)
| År   | Produktion                                                          | Upphovsmän                                                                                  | Teater                         |
| ---- | ------------------------------------------------------------------- | ------------------------------------------------------------------------------------------- | ------------------------------ |
| 2000 | Fröken Julie                                                        | August Strindberg                                                                           | Gotlands nation                |
| 2006 | Kränk                                                               | Martin Heckmanns Översättning Ulla Ekblad-Forsgren                                          | Stockholms stadsteater         |
| 2007 | Nya Processen                                                       |                                                                                             | Stockholms stadsteater         |
| 2008 | Petra von Kants bittra tårar Die bitteren Tränen der Petra von Kant | Rainer Werner Fassbinder Översättning Lars Bjurman                                          | Stockholms stadsteater         |
| 2008 | Fem gånger Gud                                                      |                                                                                             | Stockholms stadsteater         |
| 2009 | Nu mår jag mycket bättre                                            | Kristina Lugn                                                                               | Stockholms stadsteater         |
| 2009 | Shopping and F***ing                                                |                                                                                             | Stockholms stadsteater         |
| 2009 | Skimmer                                                             |                                                                                             | Malmö stadsteater              |
| 2010 | Rött och grönt Rødt og grønt                                        | Astrid Saalbach Översättning Per Lysander och Sofi Meijling                                 | Stockholms stadsteater         |
| 2010 | Sista sommaren On Golden Pond                                       | Ernest Thompson Översättning Björn Gustafson                                                | Stockholms stadsteater         |
| 2010 | Petra von Kants bittra tårar Die bitteren Tränen der Petra von Kant | Rainer Werner Fassbinder Översättning Lars Bjurman                                          | Stockholms stadsteater         |
| 2011 | Persona                                                             | Ingmar Bergman                                                                              | Stockholms stadsteater         |
| 2012 | Natascha Kampusch                                                   |                                                                                             | Stockholms stadsteater         |
| 2013 | Demoner                                                             |                                                                                             | Kulturhuset Stadsteatern       |
| 2013 | Marias testamente The Testament of Mary                             | Colm Tóibín Översättning Erik Andersson                                                     | Kulturhuset Stadsteatern       |
| 2014 | Bellman!                                                            |                                                                                             | Kulturhuset Stadsteatern       |
| 2014 | Cabaret                                                             |                                                                                             | Malmö stadsteater Malmö Opera  |
| 2015 | Spring Awakening                                                    |                                                                                             | Kulturhuset Stadsteatern       |
| 2016 | Hedwig and the Angry Inch                                           | John Cameron Mitchell och Stephen Trask Översättning Pia Gradvall och Magnus Skogsberg Tear | Göta Lejon                     |
| 2016 | Mitt lyckliga liv                                                   |                                                                                             | Halland Opera & Vocal Festival |
| 2016 | Natten är dagens mor                                                | Lars Norén                                                                                  | Uppsala stadsteater            |
| 2016 | Tala är Silver                                                      | Bess Wohl                                                                                   | Playhouse Teater               |
| 2016 | Lite längtan, helt enkelt                                           | Karin Thunberg                                                                              | Kulturhuset Stadsteatern       |
| 2017 | Into the Woods                                                      |                                                                                             | Oscarsteatern                  |
| 2018 | Vinnaren tar allt, cabaret                                          | Gertrud Larsson och Åsa Asptjärn                                                            | Malmö Stadsteater              |
| 2018 | Sommarnattens leende                                                | Ingmar Bergman Dramatisering Nina Pontén                                                    | Romateatern                    |
| 2020 | Hedda Gabler                                                        | Henrik Ibsen Översättning Hugo Hansén                                                       | Smålands Musik och Teater      |